# Грушка, Аполлон Аполлонович
Аполло́н Аполло́нович Грушка́ (30 декабря 1869 (12 января 1870), Санкт-Петербург — 20 сентября 1929, Москва) — российский филолог-классик, специалист в области исторической грамматики латинского языка, римской поэзии, ординарный профессор и декан историко-филологического факультета Московского университета. Член-корреспондент АН СССР (1928).

## Биография
Происходил из потомственных дворян; сын Аполлона Ивановича Грушки, жалованного в 1880 году дипломом на потомственное дворянское достоинство.
Учился, сначала в течение пяти лет — в московском реальном училище Воскресенского; затем, четыре года — в гимназии Креймана. В 1888 году поступил на юридический факультет Московского университета, но в уже в 1889 году перешёл на историко-филологический факультет, который и окончил в 1893 году с дипломом 1-й степени. Профессор университета Ф. Е. Корш привил ему вкус к изучению истории латинского языка и в 1891 году его студенческая работа о языке Катулла была удостоена золотой медали.
С 1898 года по 1921 год преподавал в Московском университете: доктор римской словесности с 1906 года; экстраординарный (1907—1909) и ординарный (1909—1918) профессор по кафедре классической филологии историко-филологического факультета; секретарь историко-филологического факультета (1909—1911); декан историко-филологического факультета (1911—1918).
Одновременно, А. А. Грушка преподавал на Московских высших женских курсах (1900—1918; профессор), Высших женских юридических курсах Полторацкой, а в последние годы — в литературно-художественном институте и на Высших литературных курсах (1921—1929).
В 1918 году по инициативе Грушки был создан мемориальный музей-квартира композитора Александра Скрябина.
С 22 мая 1919 года по 1 апреля 1921 года был сотрудником Румянцевского музея — помощник заведующего научным отделом.

## Основные работы
Исследования связаны с лингвистической разработкой грамматики латинского языка, в частности проблем словообразования и основообразования, которым были посвящены обе его диссертации (магистерская и докторская):
- Исследования из области латинского словообразования. — М., 1900. (магистерская диссертация)
- Этюды по латинскому именному основообразованию. — М., 1906. (докторская диссертация)
- Спорные вопросы в области латинского языкознания. — СПб., 1909.
- Нидерман М. Историческая фонетика латинского языка (перевод на русский язык А. А. Грушка). — М., 1910[6].